# Atrobucca brevis
Atrobucca brevis es una especie de pez de la familia Sciaenidae en el orden de los Perciformes.

## Morfología
• Los machos pueden llegar alcanzar los 26 cm de longitud total.

## Hábitat
Es un pez de aguas profundas y bentopelágico que vive entre 60-110 m de profundidad.

## Distribución geográfica
Se encuentra en el Pacífico occidental: noroeste y norte de Australia y sur de Papúa Nueva Guinea.

## Observaciones
Es inofensivo para los humanos.